# Giải bóng đá Ngoại hạng Campuchia
Giải bóng đá Ngoại hạng Campuchia (tiếng Khmer: លីគកំពូលកម្ពុជា, Lik Kampul Kampuchea [lik kɑmˈpuːl ˌkampuˈciə]; tiếng Anh: Cambodian Premier League,  viết tắt: CPL) là giải đấu cao nhất của Liên đoàn bóng đá Campuchia. Giải đấu hoạt động theo hệ thống thăng hạng và xuống hạng cùng với giải hạng Hai Campuchia. Kể từ mùa giải 2022, Giải Ngoại hạng Campuchia có sự góp mặt của 8 câu lạc bộ và được quản lý bởi Công ty Liên đoàn Bóng đá Campuchia (CFLC).
Trước đó, giải đấu có tên gọi Giải bóng đá vô địch quốc gia Campuchia (Metfone C-League), với 13 đội bóng. Do các quy định mới của CFLC, 5 đội sẽ bị giáng xuống hạng Hai, tám đội còn lại thi đấu theo thể thức vòng tròn ba lượt với 21 vòng đấu. Tổng cộng toàn giải có tất cả 168 trận, khởi tranh từ đầu tháng 3 tới tháng 9, với các trận đấu diễn ra vào ngày thứ bảy và chủ nhật.
Đội vô địch giải đấu sẽ đại diện cho Campuchia tham dự vòng bảng AFC Cup cùng với đội vô địch Cúp Hun Sen. Trong trường hợp một câu lạc bộ vô địch cả CPL và HSC, đội á quân của CPL sẽ được tham dự vòng play-off AFC Cup.

## Lịch sử
Giải bóng đá vô địch quốc gia đầu tiên ở Campuchia bắt đầu vào năm 1982, chủ yếu dựa trên mô hình bóng đá Liên Xô gồm các câu lạc bộ nghiệp dư do các bộ, cảnh sát, quân đội và các doanh nghiệp nhà nước thành lập. Vào những năm 2000, bóng đá Campuchia đã trải qua một cuộc tái cấu trúc nhằm nâng cao các tiêu chuẩn chung của môn thể thao này. Điều này dẫn đến sự ra đời của C-League, sau đó được đổi tên thành Metfone Campuchia League hoặc Metfone C-League vào đầu mùa giải 2005 vì lý do tài trợ. Trong những năm tiếp theo, tiêu chuẩn chuyên nghiệp thay đổi với việc các câu lạc bộ được thành lập và được tài trợ bởi các tổ chức doanh nghiệp. Vào tháng 10 năm 2021, Satoshi Saito, cựu nhà tiếp thị quốc tế cho FC Barcelona của La Liga, được bổ nhiệm làm Giám đốc điều hành của Công ty Liên đoàn Bóng đá Campuchia (CFLC). Công ty này sẽ tiếp quản các nhiệm vụ hành chính và tài chính của Metfone C-League và thành lập giải đấu với tư cách là Giải Ngoại hạng Campuchia bắt đầu từ mùa giải 2022.
Kể từ khi ra đời với tư cách là một giải đấu chuyên nghiệp chính thức vào năm 2005, đã có tổng cộng 36 câu lạc bộ tham gia thi đấu. 6 đội bóng đã từng vô địch giải đấu, trong đó Phnom Penh Crown là đội bóng thành công nhất với 7 lần lên ngôi.

## Tên gọi
| Giai đoạn | Tài trợ | Tên gọi                                   |
| --------- | ------- | ----------------------------------------- |
| 1982–2004 | N/A     | Cambodian League                          |
| 2005–2021 | Metfone | Metfone Cambodian League/Metfone C-League |
| 2022–     |         | Cambodian Premier League                  |

## Mùa giải 2022
| Câu lạc bộ                  | Địa điểm        | Sân vận động                       | Sức chứa | Mùa trước         |
| --------------------------- | --------------- | ---------------------------------- | -------- | ----------------- |
| Angkor Tiger                | Tỉnh Siem Reap  | Sân vận động SRU                   | 5.000    | C-League (hạng 6) |
| Boeung Ket                  | Phnom Penh      | Sân vận động Cambodia Airways      | 2.000    | C-League (hạng 5) |
| Kirivong Sok Sen Chey       | Tỉnh Takeo      | Sân vận động Kirivong Sok Sen Chey | 500      | C-League (hạng 8) |
| Nagaworld                   | Phnom Penh      | Sân vận động cũ RCAF               | 20.000   | C-League (hạng 4) |
| Phnom Penh Crown            | Phnom Penh      | Sân vận động Smart RSN             | 5.000    | C-League (hạng 1) |
| Preah Khan Reach Svay Rieng | Tỉnh Svay Rieng | Sân vận động Svay Rieng            | 2.500    | C-League (hạng 2) |
| Quân đội Tiffy              | Phnom Penh      | Sân vận động cũ RCAF               | 20.000   | C-League (hạng 7) |
| Visakha                     | Phnom Penh      | Sân vận động Prince                | 10.000   | C-League (hạng 3) |

## Các đội vô địch
:
| - 1982: Ministry of Commerce FC - 1983: Ministry of Commerce FC - 1984: Ministry of Commerce FC - 1985: National Defense Ministry - 1986: National Defense Ministry - 1987: Ministry of Health - 1988: Kampong Cham Province - 1989: Ministry of Transports - 1990: Ministry of Transports - 1991: Municipal Constructions - 1992: Municipal Constructions - 1993: National Defense Ministry - 1994: Civil Aviation - 1995: Civil Aviation | - 1996: Body Guards Club - 1997: Body Guards Club - 1998: Royal Dolphins - 1999: Royal Dolphins - 2000: National Police FC (Nokorbal Cheat) - 2001: không diễn ra - 2002: Samart United - 2003: không diễn ra - 2004: không diễn ra - 2005: Khemara Keila - 2006: Khemara Keila - 2007: Nagacorp FC - 2008: Phnom Penh Empire | - 2009: Nagacorp FC - 2010: Phnom Penh Crown - 2011: Phnom Penh Crown - 2012: Boeung Ket Rubber Field - 2013: Svay Rieng - 2014: Phnom Penh Crown - 2015: Phnom Penh Crown - 2016: Boeung Ket Angkor - 2017: Boeung Ket Angkor - 2018: Nagaworld FC - 2019: Svay Rieng - 2020: Boeung Ket Rubber Field - 2021: Phnom Penh Crown |  |

### Xếp hạng vô địch theo câu lạc bộ
| Câu lạc bộ                  | Số lần vô địch | Mùa giải                                 |
| --------------------------- | -------------- | ---------------------------------------- |
| Phnom Penh Crown            | 7              | 2002, 2008, 2010, 2011, 2014, 2015, 2021 |
| Boeung Ket                  | 4              | 2012, 2016, 2017, 2020                   |
| Nagaworld                   | 3              | 2007, 2009, 2018                         |
| Preah Khan Reach Svay Rieng | 2              | 2013, 2019                               |
| Khemara Keila (giải thể)    | 2              | 2005, 2006                               |
| National Police Commissary  | 1              | 2000                                     |

## Giải thưởng

### Tiền thưởng
- Vô địch: 150.000.000 riels
- Á quân: 60.000.000 riel
- Hạng ba: 50.000.000 riel
- Hạng tư: 40.000.000 riel

### Vua phá lưới
| Mùa  | Vua phá lưới            | Câu lạc bộ                  | Bàn thắng |
| ---- | ----------------------- | --------------------------- | --------- |
| 2021 | Marques Marcio          | Nagaworld                   | 22        |
| 2020 | Privat Mbarga           | Preah Khan Reach Svay Rieng | 16        |
| 2019 | Privat Mbarga           | Preah Khan Reach Svay Rieng | 36        |
| 2018 | George Bisan            | Nagaworld                   | 28        |
| 2017 | Atuheire Kipson         | Nagaworld                   | 28        |
| 2016 | Chan Vathanaka          | Boeung Ket Angkor           | 22        |
| 2015 | Chan Vathanaka          | Boeung Ket Angkor           | 37        |
| 2014 | Dzarma Bata             | Preah Khan Reach Svay Rieng | 23        |
| 2013 | Khoun Laboravy          | Preah Khan Reach Svay Rieng | 20        |
| 2012 | Friday Nwakuna          | Boeung Ket                  | 20        |
| 2011 | Julius Oiboh            | Nagaworld                   | 28        |
| 2010 | Julius Chukwuma Ononiwu | Kirivong                    | 25        |
| 2009 | Hoàng tử Justine Uche   | Wat Phnom FC                | 21        |
| 2008 | Khim Borey              | National Defense Ministry   | 18        |
| 2005 | Hok Sochivorn           | Hello United                | 22        |

### Cầu thủ xuất sắc nhất giải
| Mùa  | Cầu thủ         | Câu lạc bộ                  |
| ---- | --------------- | --------------------------- |
| 2021 | Privat Mbarga   | Preah Khan Reach Svay Rieng |
| 2020 | Mat Noron       | Boeung Ket                  |
| 2019 | Privat Mbarga   | Preah Khan Reach Svay Rieng |
| 2018 | Choe Myong-ho   | Visakha                     |
| 2017 | Chrerng Polroth | National Defense Ministry   |
| 2016 | Chan Vathanaka  | Boeung Ket Angkor           |
| 2015 | Chan Vathanaka  | Boeung Ket Angkor           |
| 2014 | Chan Vathanaka  | Boeung Ket Angkor           |
| 2013 | Khoun Laboravy  | Svay Rieng                  |
| 2012 | Keo Sokngon     | Boeung Ket Angkor           |

### Thủ môn xuất sắc nhất giải
| Mùa  | Thủ môn         | Câu lạc bộ                  |
| ---- | --------------- | --------------------------- |
| 2021 | Saveng Samnang  | Phnom Penh Crown            |
| 2020 | Hul Kimhuy      | Boeung Ket                  |
| 2019 | Aim Sovannarath | Preah Khan Reach Svay Rieng |
| 2018 | Samrith Seiha   | Nagaworld                   |
| 2017 | Sou Yaty        | Boeung Ket                  |
| 2016 | Um Sereyroth    | National Defense Ministry   |
| 2015 | Keo Soksela     | Phnom Penh Crown            |
| 2014 | Sou Yaty        | Phnom Penh Crown            |
| 2013 | Aim Sovannarath | Svay Rieng                  |
| 2012 | Peng Bunchhay   | Boeung Ket                  |

### Huấn luyện viên xuất sắc nhất giải
| Mùa  | Huấn luyện viên | Câu lạc bộ                  |
| ---- | --------------- | --------------------------- |
| 2021 | Oleg Starynskyi | Phnom Penh Crown            |
| 2020 | Kim Pheakdey    | Boeung Ket                  |
| 2019 | Conor Nestor    | Preah Khan Reach Svay Rieng |
| 2018 | Meas Channa     | Nagaworld                   |
| 2017 | Hao Socheat     | Boeung Ket                  |
| 2016 | Tep Longrachana | National Defense Ministry   |
| 2015 | Prak Sovannara  | Boeung Ket Angkor           |
| 2014 | Ung Kanyanith   | National Defense Ministry   |
| 2013 | Sam Vandet      | Svay Rieng                  |
| 2012 | Prak Vuthy      | Boeung Ket                  |